# Брайслин (город, Миннесота)
Брайслин (англ. Bricelyn) — город в округе Фэрибо, штат Миннесота, США. На площади 0,8 км² (0,8 км² — суша, водоёмов нет), согласно переписи 2002 года, проживают 379 человек. Плотность населения составляет 495,7 чел./км². 
- Телефонный код города — 507
- Почтовый индекс — 56014
- FIPS-код города — 27-07678[1]
- GNIS-идентификатор — 0640470[2]